# 西住
西住（さいじゅう）は、平安時代末期の日本の武士、僧侶、歌人。西住法師、西住上人、西住入道とも呼ばれる。俗名は源季正、もしくは源季政。賢覚の弟子。流派は理性院流。右兵衛尉。鳥羽院の北面武士。
『千載和歌集』、『山家集』、『夫木和歌抄』、『菟玖波集』等に歌が入集されている。西行、大原三寂（寂念・寂超・寂然）、藤原俊成、藤原成通等と親交があった。
源季貞の養子である源季政と同一人物であるという説がある。

## 墓所
西住の臨終には西行が立ち合い、遺骨は西行により高野山に納められた。
それとは別に旅の途中で亡くなったという伝説が各地にあり、それぞれの場所に西住の墓所がある。
- 西住塚（富山県砺波市庄川町三谷）高岡市戸出大清水の永願寺には西住塚にあった石碑が移設されている。
- 西住霊碑（石川県加賀市山中温泉西住町）西住と西行は加賀市八日市町にある「都もどり地蔵」附近で別れたとも伝えられている。
- 笠懸松と西住墓（静岡県藤枝市岡部町岡部）

## 登場作品

### 古典
- 『撰集抄』
- 『十訓抄』「第八　可勘忍諸事事」
- 『西行物語』
- 能（謡曲）『西行西住』
- 『小町物かたり（小町のさうし）』

### 現代
- 吉川英治『新・平家物語』
- テレビドラマ　『新・平家物語 (NHK大河ドラマ)』（演：岩崎信忠）
- 辻邦生『西行花伝』（演：日下武史（ラジオドラマ化））
- 三田誠広『阿修羅の西行』
- 夢枕獏『宿神』